# Frank A. Piersol
Frank Arthur Piersol (Clarkfield, 27 oktober 1911 – Iowa City, 19 februari 2010) was een Amerikaans componist, muziekpedagoog en dirigent. Hij was een zoon van George Piersol en Jessie Peterson Piersol. 

## Levensloop
Piersol studeerde na zijn opleiding aan de "Rockwell High School" in Rockwell (Iowa) aan het Grinnell College, Grinnell (Iowa) en later aan de Universiteit van Iowa in Iowa City, waar hij ook zijn Master of Music behaalde. Hij begon zijn carrière als docent en dirigent aan High Schools in Stanley (Iowa), Maynard (Iowa), Osage (Iowa) en Waterloo (Iowa). In 1944 werd hij docent en directeur van de harmonieorkesten aan de Staatsuniversiteit van Iowa te Ames (Iowa). In 1967 wisselde hij in dezelfde functie naar de Universiteit van Iowa in Iowa City. In 1980 ging hij met pensioen, maar hij werkte als dirigent van de Cedar Rapids Municipal Band in Cedar Rapids (Iowa) verder. Van het laatstgenoemd harmonieorkest was hij dirigent van 1971 tot 1993. 
Hij werd als dirigent en docent onderscheiden met de "Cardinal Key" van de Staatsuniversiteit van Iowa, de "Distinguished Service award" van de Iowa Music Educators Association, de "Edwin Franko Goldman Award" van de American School Band Directors Association, de "Karl King Distinguished Service Award" van de Iowa Bandmasters Association en de "National Federation Interscholastic Music Association Award". 
Piersol was verschillende jaren voorzitter van de College Band Directors National Association (CBDNA), de Iowa Bandmasters Association en de Iowa Music Educators Association. In 1958 werd hij geselecteerd als lid van de American Bandmasters Association (A.B.A.). 
Als componist schreef hij een aantal ouvertures, dansen en marsen voor harmonieorkest.

## Composities

### Werken voor harmonieorkest
- 1986 Lone Star
- 1988 Circus Days
- 1988 Five Seasons
- 1989 Galaxy March
- 1991 River City March
- 1991 Maxie March (opgedragen aan Max E. Whitlock (1921-2010))
- 1994 Pavilion March (gecomponeerd ter gelegenheid van de inwijding van het "Boone’s Herman Park Pavilion"
- Celebration March (gecomponeerd ter gelegenheid van het 50-jaar jubileum van de Cedar Rapids Municipal Band)
- Snowbird March